# Christina Rahm
Margaretha Christina Rahm, född Hintz den 1 augusti 1763 Svea Artilleriförsamling (Källa Mantalssede), död den 3 januari 1837 i Jakobs församling i Stockholm, var en svensk skådespelerska och sångerska. Hon var anställd vid Eriksbergsteatern (1782–1784) och Munkbroteatern (1784–1799) i Stockholm och sedan vid kringresande landsortssällskap och tillhörde de mest kända skådespelerskorna i Sverige på sin tid.

## Biografi
Rahm anställdes av Carl Stenborg vid Eriksbergsteatern och 1784 vid Munkbroteatern, där hon blev truppens primadonna och förblev anställd ända till dess att den upphörde 1799.
Hon beskrivs som ”en av teaterns användbaraste skådespelerskor”, medverkade i både operetter och drama och hade en fin sångröst, som gjorde henne ofta använd vid musikalerna förutom talpjäserna. Hennes främsta talang låg inom subrettfacket. Bland hennes roller fanns Jenny i Kungen och skogvaktaren, subretten Lisbet i Njugg spar, Orphale i Alexander den Store (1784), Catau i Julie (1786), Rosalie i Den bedragne bedragaren (1788), baron Birkwitz (byxroll) i Greven av Oldsbach (1790), abbedissan i Trollflöjten (1794), Genevieve i Richard Lejonhjärta (1795). Den 11 december 1785 spelade hon Rosina i sin recett Barberaren i Sevilla höggravid med sin dotter, som föddes kort därpå; hon fick fem barn.
När pjäsförfattaren Didrik Gabriel Björn 1790 satte upp Det besynnerliga spektaklet som efterpjäs till Greven av Oldsbach, där teaterns skådespelare tackade publiken för deras stöd i gestalt av sina mest populära roller; Björn själv uppträdde som sig själv, som teaterskribent, följd av Magnus Bonn som Mäster Sock i Skomakaren, Anders Lundberg som Hyrkusken i Engelsmannen i Paris, Johan Petter Lindskog som Bartholo och Bazile i Barberaren i Sevilla, Jonas Sundman som Jonas i Mäklaren, Carl Schylander som Mor Bobi och dansmästare Rigadoun, Johanna Catharina Enbeck (Gertrud i Njugg spar), Brita Maria Modéer (kammarjungfrun i Den obetänksamma), Christina Rahm (Anna Stina i Maskeraden), Lisette Stenberg (Lady Alton i Skottländskan), Margareta Sofia Lagerqvist (Anette i Anette och Lubin) och Eva Säfström som trädgårdsflickan i Sophie.
På den teatern förekom ofta ”beneficieföreställningar” eller recetter, vilket innebar att en föreställnings biljettinkomster helt tillföll en eller ett par av de medverkande; biljetterns såldes då ofta av denna person och från dess bostad. Flera sådana föreställningar hölls i Christina Rahms namn, ofta två per år.
Stenborgs teater stängdes 1799 och Rahm turnerade med ett resande sällskap under Johan Anton Lindqvist till Göteborg till 1800, då hennes man dog i fattigdom; det fanns ingenting i hans kvarlåtenskap. Året efter var hon mantalskriven på en krog. Under åren 1804–1809 var hon medlem i Carl Stenborgs kringresande teatersällskap ”Svenska Komiska Teatertruppen” och spelade i bland annat i Linköping, Karlskrona och Kalmar 1805–1806, Linköping och Göteborg 1808–1809.
Rahm var även med Lindqvists sällskap i Norrköping mars–juni under Riksdagen som hölls där och även kröningen av Gustav IV Adolf. En recett hölls för henne 31 maj 1800.
Hon gifte sig i Svea Artilleriförsamling 23 september 1783 med perukmakaren och frisören vid Operan Jacob Rahm (1757–1800).